# Tipula (Savtshenkia) aberdareica
Tipula (Savtshenkia) aberdareica is een tweevleugelige uit de familie langpootmuggen (Tipulidae). De soort komt voor in het Afrotropisch gebied.